# Híjar
Híjar – gmina w Hiszpanii, w prowincji Teruel, w Aragonii, o powierzchni 165,36 km². W 2011 roku gmina liczyła 1806 mieszkańców.